# グリーンウッド郡 (カンザス州)
グリーンウッド郡（英: Greenwood County）は、アメリカ合衆国カンザス州の南部に位置する郡である。2010年国勢調査での人口は6,689人であり、2000年の7,673人から12.8%減少した。郡庁所在地はユーレカ市（人口2,633人）であり、同郡で人口最大の都市でもある。郡名は政治家アルフレッド・B・グリーンウッドに因んで名付けられた。

## 法と政府
グリーンウッド郡はアルコールを禁じる、すなわち「ドライ」の郡だったが、1986年にカンザス州憲法が修正され、住民は投票で個人が嗜むアルコール飲料の販売を承認した。ただし、食料販売量の30%までという制限が付いた。

## 地理
アメリカ合衆国国勢調査局に拠れば、郡域全面積は1,152.59平方マイル (2,985.2 km2)であり、このうち陸地は1,139.67平方マイル (2,951.7 km2)、水域は12.92平方マイル (33.5 km2)で水域率は1.12%である。

### 隣接する郡
- ライアン郡 - 北
- コフィー郡 - 北東
- ウッドソン郡 - 東
- ウィルソン郡 - 南東
- エルク郡 - 南
- バトラー郡 - 西
- チェイス郡 - 北西

## 人口動態

人口ピラミッド

以下は2000年の国勢調査による人口統計データである。
| 基礎データ - 人口: 7,673人 - 世帯数: 3,234 世帯 - 家族数: 2,153 家族 - 人口密度: 3人/km2（7人/mi2） - 住居数: 4,273軒 - 住居密度: 1軒/km2（4軒/mi2） 人種別人口構成 - 白人: 96.53% - アフリカン・アメリカン: 0.14% - ネイティブ・アメリカン: 0.83% - アジア人: 0.10% - その他の人種: 0.81% - 混血: 1.58% - ヒスパニック・ラテン系: 1.72% 年齢別人口構成 - 18歳未満: 23.7% - 18-24歳: 6.5% - 25-44歳: 23.2% - 45-64歳: 23.7% - 65歳以上: 22.8% - 年齢の中央値: 43歳 - 性比（女性100人あたり男性の人口） - 総人口: 95.5 - 18歳以上: 91.5 | 世帯と家族（対世帯数） - 18歳未満の子供がいる: 27.1% - 結婚・同居している夫婦: 56.5% - 未婚・離婚・死別女性が世帯主: 6.6% - 非家族世帯: 33.4% - 単身世帯: 30.3% - 65歳以上の老人1人暮らし: 16.8% - 平均構成人数 - 世帯: 2.31人 - 家族: 2.86人 収入と家計 - 収入の中央値 - 世帯: 30,169米ドル - 家族: 38,7140米ドル - 性別 - 男性: 27,021米ドル - 女性: 19,356米ドル - 人口1人あたり収入: 15,976米ドル - 貧困線以下 - 対人口: 12.5% - 対家族数: 8.2% - 18歳未満: 16.2% - 65歳以上: 10.1% |

## 都市と町

### 法人化された都市
都市名の後の数字は2010年国勢調査での人口を示す。
- ユーレカ, 2,633 - 郡庁所在地
- マディソン, 701
- シバリー, 259
- ハミルトン, 268
- フォールリバー], 162
- バージル, 71
- クライマックス, 72

### その他の町
- ラモント
- ニール
- リース

## 郡区
グリーンウッド郡は15の郡区に分けられている。ユーレカ市は「政治的に独立」と見なされ、下記郡区の数字からは外されている。下表で「人口中心」は最大都市であり、特に大きな数字でなければ、郡区の人口に含まれるものである。
| 郡区 | FIPSコード | 人口中心 | 人口  | 人口密度 /km2 (/sq mi) | 陸地面積 km2 (sq mi) | 水域 km2 (sq mi) | 水域率(%) | 座標                                                              |
| --- | ---------- | -------- | ----- | ---------------------- | -------------------- | ---------------- | --------- | ----------------------------------------------------------------- |
| バチェラー                                                                                              | 03625      |          | 230   | 1 (4)                  | 155 (60)             | 1 (0)            | 0.70%     | 北緯37度49分57秒 西経96度12分21秒 / 北緯37.83250度 西経96.20583度 |
| ユーレカ                                                                                                | 21825      |          | 451   | 3 (8)                  | 149 (58)             | 2 (1)            | 1.50%     | 北緯37度50分41秒 西経96度17分49秒 / 北緯37.84472度 西経96.29694度 |
| フォールリバーr                                                                                         | 22800      |          | 229   | 1 (4)                  | 154 (60)             | 2 (1)            | 1.13%     | 北緯37度42分36秒 西経96度12分4秒 / 北緯37.71000度 西経96.20111度  |
| ジェインズビル                                                                                          | 35000      |          | 548   | 1 (4)                  | 371 (143)            | 2 (1)            | 0.62%     | 北緯37度59分4秒 西経96度11分29秒 / 北緯37.98444度 西経96.19139度  |
| レーン                                                                                                  | 38425      |          | 167   | 1 (3)                  | 138 (53)             | 1 (0)            | 0.52%     | 北緯37度58分36秒 西経96度0分59秒 / 北緯37.97667度 西経96.01639度  |
| マディソン                                                                                              | 44075      |          | 1,155 | 4 (9)                  | 320 (124)            | 3 (1)            | 0.85%     | 北緯38度7分32秒 西経96度12分11秒 / 北緯38.12556度 西経96.20306度  |
| オッタークリーク                                                                                        | 53650      |          | 211   | 1 (2)                  | 290 (112)            | 2 (1)            | 0.55%     | 北緯37度40分20秒 西経96度24分0秒 / 北緯37.67222度 西経96.40000度  |
| プレザントグローブ                                                                                      | 56375      |          | 52    | 0 (1)                  | 150 (58)             | 2 (1)            | 1.57%     | 北緯37度47分21秒 西経96度1分41秒 / 北緯37.78917度 西経96.02806度  |
| クインシー                                                                                              | 58175      |          | 163   | 1 (3)                  | 155 (60)             | 1 (0)            | 0.38%     | 北緯37度51分8秒 西経96度2分59秒 / 北緯37.85222度 西経96.04972度   |
| セイラム                                                                                                | 62650      |          | 35    | 0 (0)                  | 233 (90)             | 2 (1)            | 0.89%     | 北緯38度1分45秒 西経96度24分29秒 / 北緯38.02917度 西経96.40806度  |
| ソルトスプリングス                                                                                      | 62875      |          | 463   | 3 (7)                  | 182 (70)             | 10 (4)           | 5.16%     | 北緯37度38分55秒 西経96度3分59秒 / 北緯37.64861度 西経96.06639度  |
| シェルロック                                                                                            | 64600      |          | 173   | 1 (3)                  | 136 (53)             | 1 (0)            | 0.87%     | 北緯38度5分53秒 西経96度1分18秒 / 北緯38.09806度 西経96.02167度   |
| サウスセイラム                                                                                          | 66925      |          | 127   | 1 (1)                  | 224 (87)             | 3 (1)            | 1.13%     | 北緯37度52分42秒 西経96度27分4秒 / 北緯37.87833度 西経96.45111度  |
| スプリングクリーク                                                                                      | 67425      |          | 154   | 1 (3)                  | 139 (54)             | 1 (1)            | 0.93%     | 北緯37度47分49秒 西経96度26分50秒 / 北緯37.79694度 西経96.44722度 |
| ツイングローブ                                                                                          | 71825      |          | 601   | 4 (11)                 | 148 (57)             | 1 (0)            | 0.57%     | 北緯37度38分7秒 西経96度14分3秒 / 北緯37.63528度 西経96.23417度   |
| Sources: “Census 2000 U.S. Gazetteer Files”. U.S. Census Bureau, Geography Division. 2012年4月1日閲覧。 |            |          |       |                        |                      |                  |           |                                                                   |

## 教育

### 統一教育学区
- マディソン・バージル USD 386
- ユーレカ USD 389
- ハミルトン USD 390